# 1917 у кіно

## Події
- У Німеччині створено концерн з виробництва кінофільмів «Universum Film AG» (UFA).

## Фільми
- Клеопатра
- Проти Бродвею
- Торнадо
- Голем і танцівниця

## Персоналії

### Народилися
- 9 січня — Панкова Тетяна Петрівна, радянська і російська акторка театру та кіно.
- 15 січня — Лебедєв Євген Олексійович, радянський і російський актор театру і кіно.
- 22 січня — Леонідов Юрій Леонідович, російський радянський актор.
- 5 лютого — Ісудзу Ямада, японська акторка (пом. 2012).
- 6 лютого:
  - Жа Жа Габор, американська акторка і світська дама угорського походження.
  - Величко Юрій Олексійович, український радянський актор і режисер.
- 8 лютого — Колошин Анатолій Олександрович, радянський режисер, оператор і сценарист документального кіно.
- 10 лютого:
  - Джузеппе Де Сантіс, італійський кінорежисер і сценарист.
  - Радзиня Ельза, радянська, латвійська акторка театру і кіно.
- 21 лютого — Люсіль Бремер, американська акторка, танцюристка.
- 28 лютого — Грінберг Яків Львович, радянський і український художник по гриму.
- 1 березня — Шмаков Федір Іванович, російський актор.
- 8 квітня — Діхтяр Олександр Соломонович, радянський російський художник-постановник кіно.
- 18 квітня — Віцин Георгій Михайлович, радянський та російський актор.
- 29 квітня — Селеста Голм, американська акторка.
- 1 травня — Даніель Дар'є, французька акторка, співачка, лауреатка премії «Сезар» (пом. 2017).
- 3 травня — Леопольдо Трієсте, італійський кінодраматург, актор та режисер (пом. 2003).
- 16 травня — Джордж Гейнз, американський актор фінського, українського, польського, французького та голландського походження.
- 14 червня — Слуцький Наум Файвелович, радянський український кінооператор.
- 18 червня — Віктор Лану, французький актор (пом. 2017).
- 24 червня — Кручиніна Ольга Семенівна, радянська і російська художниця по костюмах, художниця кіно, педагогиня.
- 30 червня — Сьюзен Гейворд, американська акторка.
- 17 липня — Грузов Андрій Миколайович, радянський, український звукооператор.
- 27 липня — Бурвіль, французький актор, комік та співак.
- 6 серпня — Роберт Мітчем, американський актор, сценарист, продюсер, співак.
- 25 серпня — Мел Феррер, американський актор, кінорежисер і продюсер.
- 8 вересня — Лана Марконі, французька акторка румунського походження.
- 20 вересня — Фернандо Рей, іспанський актор театру, кіно та телебачення.
- 30 вересня — Любимов Юрій Петрович, російський актор, режисер.
- 7 жовтня — Джун Еллісон, американська акторка, співачка і танцюристка.
- 17 жовтня — Марша Гант, американська акторка та модель.
- 22 жовтня — Джоан Фонтейн, англо-американська акторка.
- 1 листопада — Лисянська Ганна Григорівна, українська і російська акторка театру і кіно єврейського походження (пом. 1999).
- 2 листопада — Енн Разерфорд, канадсько-американська акторка (пом. 2012).
- 22 грудня — Ольшанський Йосип Григорович, радянський і російський драматург, сценарист.

### Померли
- 21 лютого — Фред Мейс, американський актор німого кіно.